# Соркин, Игорь Гилярович
Игорь Гилярович Со́ркин (16 июля 1932 — 7 апреля 1999) — советский актёр. Заслуженный артист РСФСР (1977).

## Биография
Актёр ЛТМК (с 1948 года). Начинал в хоре, затем перешёл на роли второго плана, а в 1970-е годы стал одним из ведущих актёров театра. Поставил ревю «Ах, эта прекрасная оперетта!» (1974).
В начале 1980-х покинул сцену из-за тяжёлой болезни. Ушёл из жизни в апреле 1999 года. Похоронен на Северном кладбище Санкт-Петербурга.

## Награды
- заслуженный артист РСФСР (5.8.1977)

## Театральные работы
- 1956 — «Роз-Мари» Р. Фримля и Г. Стотхарта — Герман
- 1966 — «Баядера» И. Кальмана — Наполеон Сен-Клёш
- 1969 — «Королева чардаша» И. Кальмана — князь Веллерсхей
- 1970 — «Венские встречи» И. Штрауса — Дуро Дурибан
- 1972 — «Веселая вдова» Ф. Легара — барон Зетта; «Сорочинская ярмарка» А. П. Рябова — Черевик
- 1973 — «Свадьба Кречинского» А. Н. Колкера — ростовщик Бек
- 1975 — «Мерси, или похождения Шипова» В. А. Гевиксмана — Гирос
- 1976 — «Прощай, Арбат!» С. П. Баневича по мотивам повести А. П. Гайдара «Судьба барабанщика» — сын старухи; «Фиалка Монмартра» И. Кальмана — Франсуа
- 1977 — «Труффальдино» А. Н. Колкера — доктор Ломбарди; «Дело» А. Н. Колкера — Тарелкин
- 1978 — «Прекрасная Елена» Ж. Оффенбаха — Менелай
- 1979 — «Летучая мышь» И. Штрауса — дежурный по тюрьме
- 1980 — «Свадьба с генералом» Е. Н. Птичкина — Ревунов-Караулов
- 1981 — «Влюбленные обманщики» Й. Гайдна — аптекарь Семпронио

## Фильмография
- 1973 — «Мы хотим танцевать» — Сеня
- 1974 — «Свадьба Кречинского» — Никанор Савич Бек, ростовщик
- 1976 — «Труффальдино из Бергамо» — доктор Ломбарди, отец Сильвио
- 1979 — «Ганна Главари» — барон Зетта, посол страны Монтевердо в Париже

Фильмы-спектакли:
- 1968 — «Мужество»
- 1973 — «12 писем из Дальногорска» — Сичкин
- 1974 — «Сорочинская ярмарка» — Черевик
- 1982 — «Продавец птиц» — вокал